# San Pablo (Kalifornien)
San Pablo ist eine US-amerikanische Stadt im Contra Costa County im Bundesstaat Kalifornien.
Das U.S. Census Bureau hat bei der Volkszählung 2020 eine Einwohnerzahl von 32.127 ermittelt.

## Geographie
San Pablo liegt unweit des nördlichen Endes der Berkeley Hills sowie der Bucht von San Pablo und ist nahezu komplett vom Stadtgebiet Richmonds umgeben. Durch San Pablo verläuft die Interstate 80. 

## Geschichte
Vor den spanischen Missionen in Kalifornien siedelten in dieser Gegend die Muwekma Ohlone. Am Ende des 18. Jahrhunderts beanspruchte die spanische Krone das Gebiet und es fiel als Schenkung an die Mission San Francisco de Asís. Nach der mexikanischen Unabhängigkeit von Spanien, wurde San Pablo säkularisiert und vom Gouverneur Oberkaliforniens an den Soldaten Francisco María Castro übereignet. Auch nach dem Mexikanisch-Amerikanischen Krieg blieb die Rancho San Pablo im Besitz der Familie Castro.

## Persönlichkeiten
- Paul Rojas (* 1941, † 2012), Boxer
- Gary Holt (* 1964), Gitarrist und Musikproduzent[3]